# Frank Schwinn

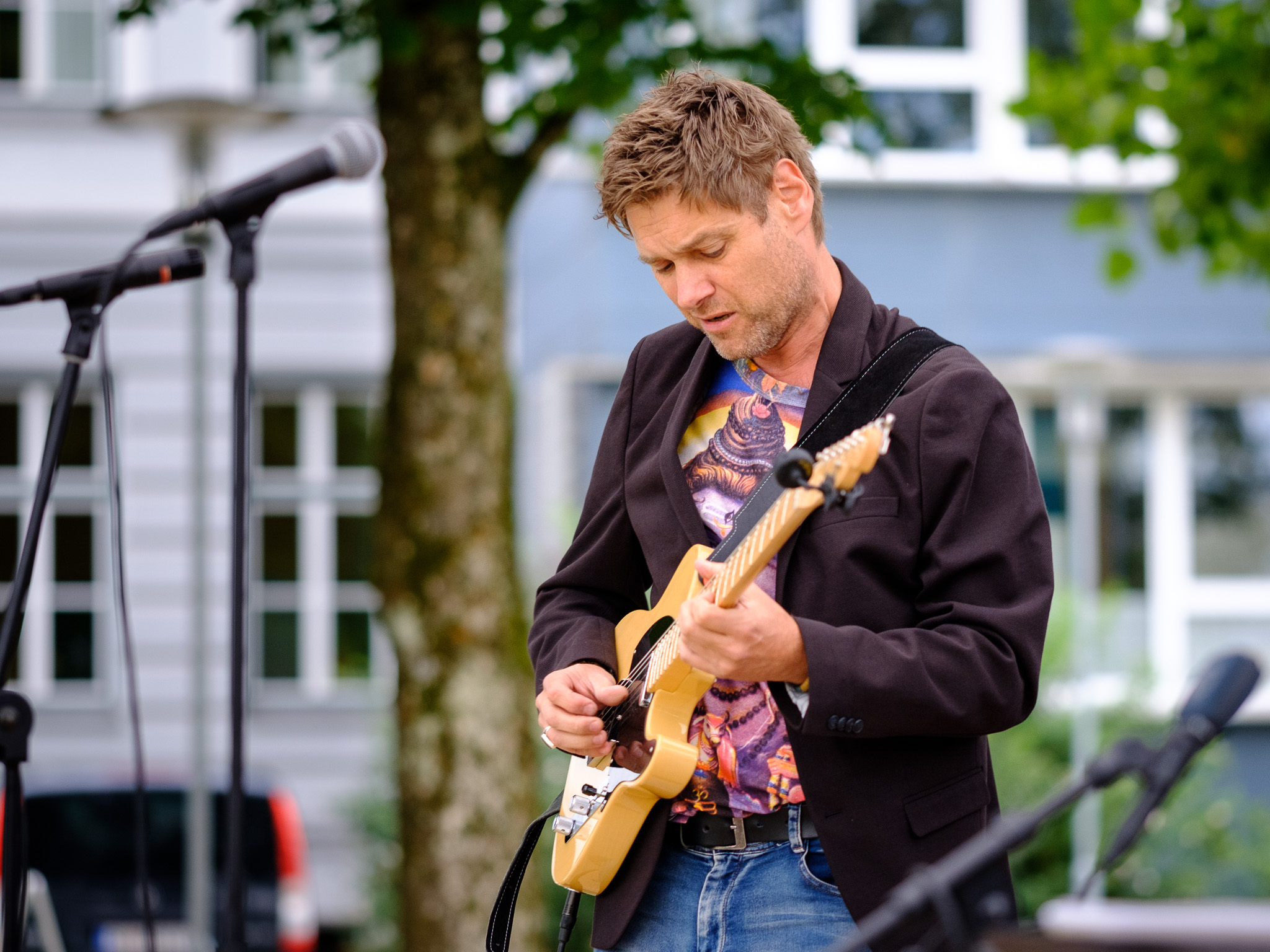
Frank Schwinn (2017)

Frank Schwinn (* 1967 in Bamberg) ist ein deutscher Gitarrist. Er lebt in Österreich.

## Leben
Schwinn wurde 1967 in Bamberg geboren, zog aber 1989 nach Österreich. Schon in seiner Jugend war er als Singer-Songwriter aktiv. Mit dem Jazzstudium in Linz begann seine Karriere mit einer Vielzahl von Konzerten und Projekten im Bereich des Jazz.
Er spielte jahrelang unter anderem mit dem Vienna Art Orchestra, Michael Hornek, Bob Berg, Zach Danziger, Tim Levebre, Karl Schrumpf (Bauchklang), Groovynol, Achim Tang und vielen anderen im In- und Ausland. In den letzten Jahren kehrte er wieder zurück zu seinen musikalischen Wurzeln, dem Country-Blues.

## Aktuelle Formationen
- Frank Schwinn "solo"
- Frank Schwinn’s "The Banty Roosters" Blues-Duo mit Harpspieler Anton Willinger (A)
- Frank Schwinn & Oliver Mally

## Diskografie
- live at Soundtheatre (2010) – Heavy Tuba Experience
- Project t (2010) – Hilbe, Rennert, Kunsek, Yaeger, Schwinn
- Songs of Hope and Desperation and Love (2011) – Frank Schwinn solo
- Songs we like (2011)  – The Banty Roosters
- Drippin’ Water (2012) – Blues juice, Frühstückl, Schwinn
- Isn’t it lovely (2012)- Linecker, Traunmüller, Schwinn
- Under Western Skies (2011)- Gradischnig, Pirker, Schwinn
- Stella (2013) – Inga Lynch ft. Frank Schwinn
- Devils, Monkeys, Aliens (2013) – Frank Schwinn und Oliver Mally